# Episodi di High School Musical: The Musical - La serie (quarta stagione)
La quarta e ultima stagione della serie televisiva High School Musical: The Musical - La serie è composta da 8 episodi e viene trasmessa sulla piattaforma Disney+ il 9 agosto 2023 con tutti gli episodi. In questa stagione tornano molti dei protagonisti dei film originali di High School Musical come Corbin Bleu, Monique Coleman, Lucas Grabeel, Bart Johnson, Alyson Reed e Kaycee Stroh.
| n° | Titolo Originale      | Titolo Italiano                                | Pubblicazione Italiana e USA |
| -- | --------------------- | ---------------------------------------------- | ---------------------------- |
| 1  | High School Musical 4 | High School Musical 4                          | 9 agosto 2023                |
| 2  | HSM v. HSM            | High School Musical contro High School Musical | 9 agosto 2023                |
| 3  | A Star is Reborn      | A Star is Reborn                               | 9 agosto 2023                |
| 4  | Trick or Treat        | Trick or Treat                                 | 9 agosto 2023                |
| 5  | Admissions            | Aspettando il futuro                           | 9 agosto 2023                |
| 6  | Trust the Process     | C'è sempre una sorpresa                        | 9 agosto 2023                |
| 7  | The Night of Nights   | Una serata da non dimenticare                  | 9 agosto 2023                |
| 8  | Born to be Brave      | Alla fine, tutto comincia                      | 9 agosto 2023                |